# 伊斯法罕站
伊斯法罕站（波斯語: ايستگاه راه آهن اصفهان，Istgah-e Rah Ahan-e Isfahan）是位於伊朗伊斯法罕省伊斯法罕的鐵路車站，啟用於1966年，屬於伊朗的國營鐵路伊朗伊斯蘭共和國鐵路。目前有一個正在建設中的地鐵站，將車站連接到市中心，以及伊斯法罕的兩個主要城際巴士總站。